# Tachyphyle deaster
Tachyphyle deaster är en fjärilsart som beskrevs av William Schaus 1912. Tachyphyle deaster ingår i släktet Tachyphyle och familjen mätare. Inga underarter finns listade i Catalogue of Life.